# Preux-au-Bois Communal Cemetery
Preux-au-Bois Communal Cemetery est un cimetière militaire de la Première Guerre mondiale situés sur le territoire de la commune de Preux-au-Bois dans le département du Nord.

## Localisation
Ce cimetière est situé à l'intérieur du cimetière communal, rue d'Hecq.

## Historique
Le village de Preux-au-Bois fut occupé par les Allemands dès fin août 1914 et ne fut repris que le 4 novembre 1918, soit seulement une semaine avant l'armistice, après une rude lutte, par des unités de la 18e division et des chars.

## Caractéristique
Il y a maintenant plus de 66 tombes de 1914-1918 et un petit nombre de victimes de guerre de 1939-1945 sur ce site. Les tombes du Commonwealth couvrent une superficie de 145 mètres carrés.

## Galerie

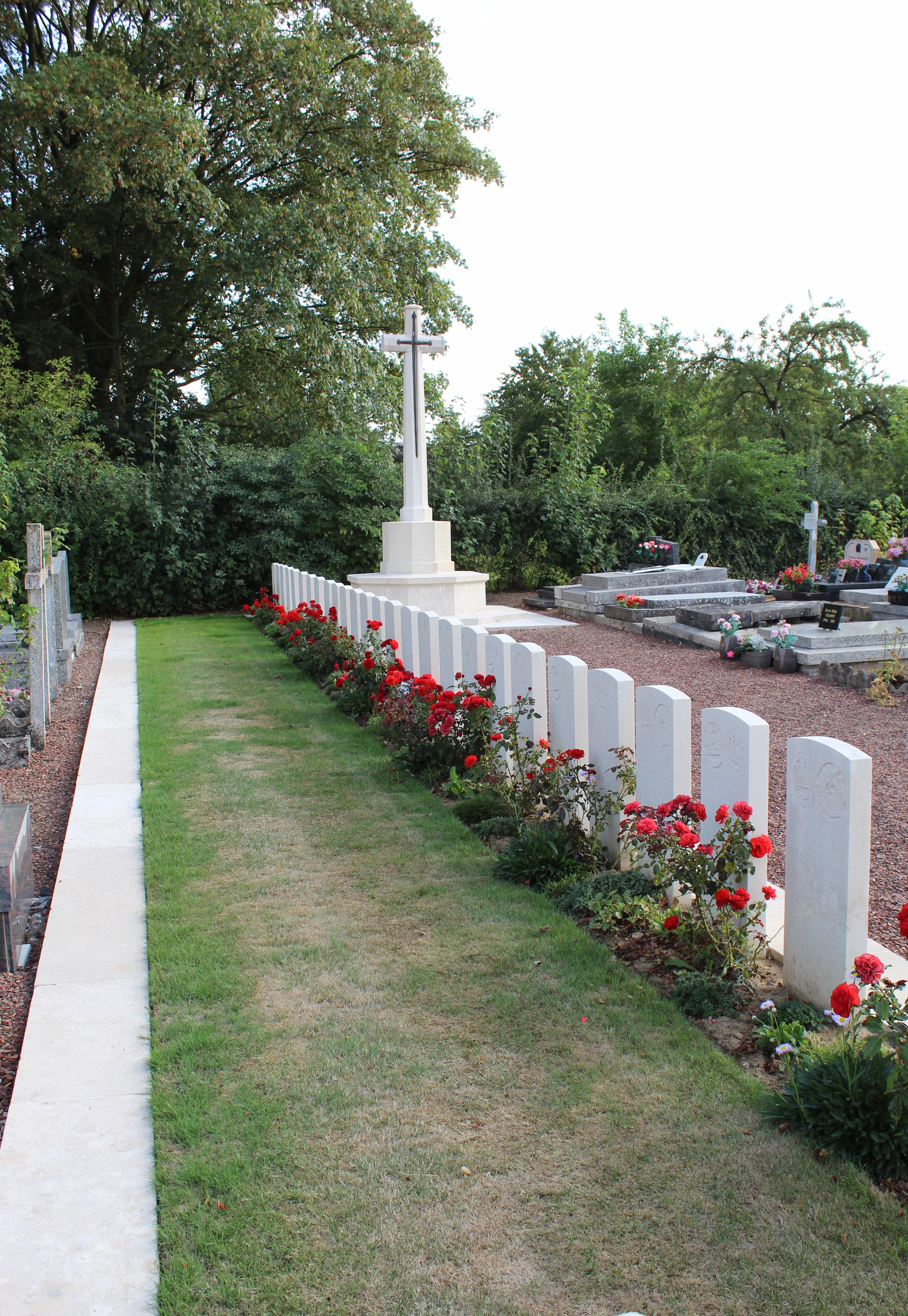
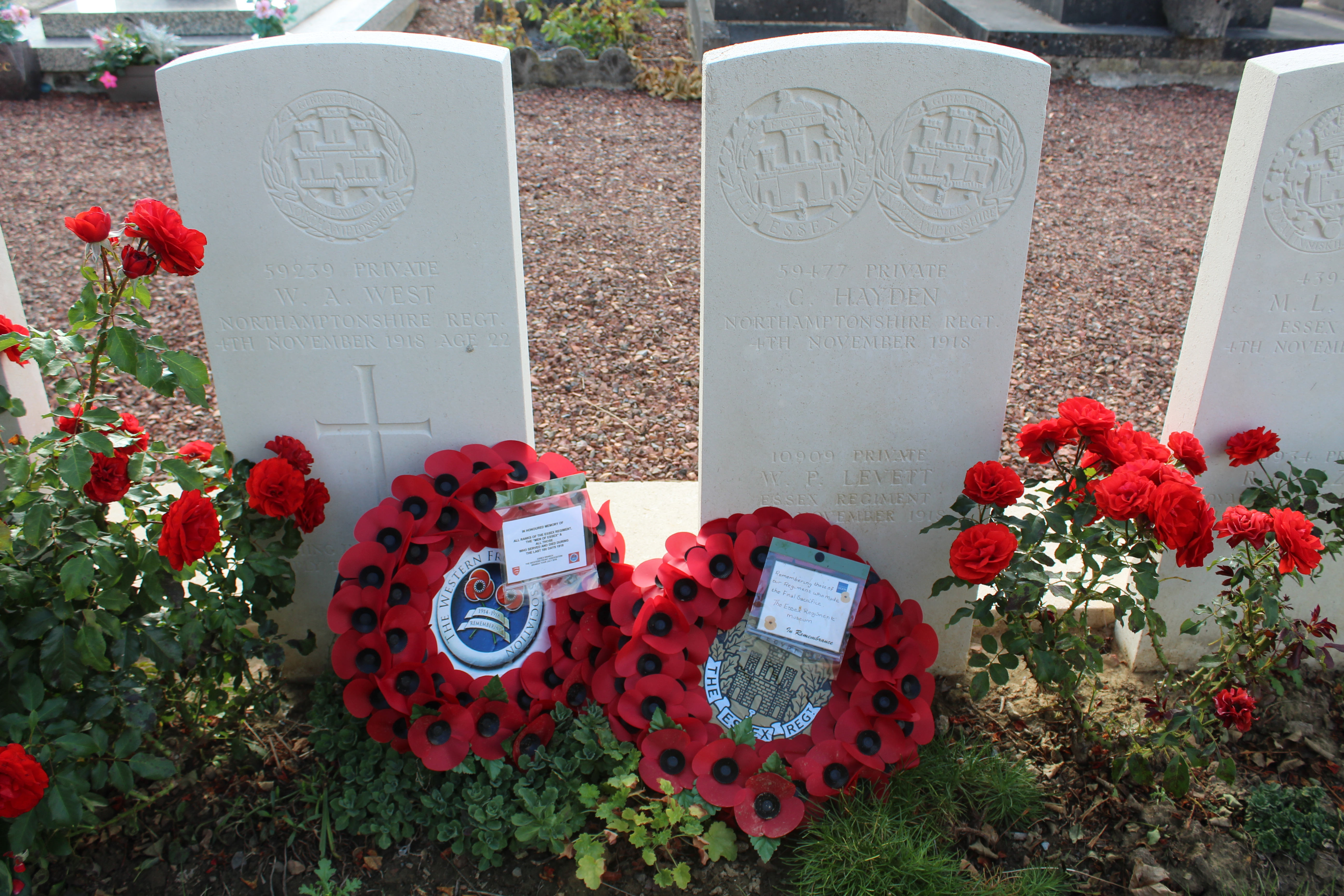
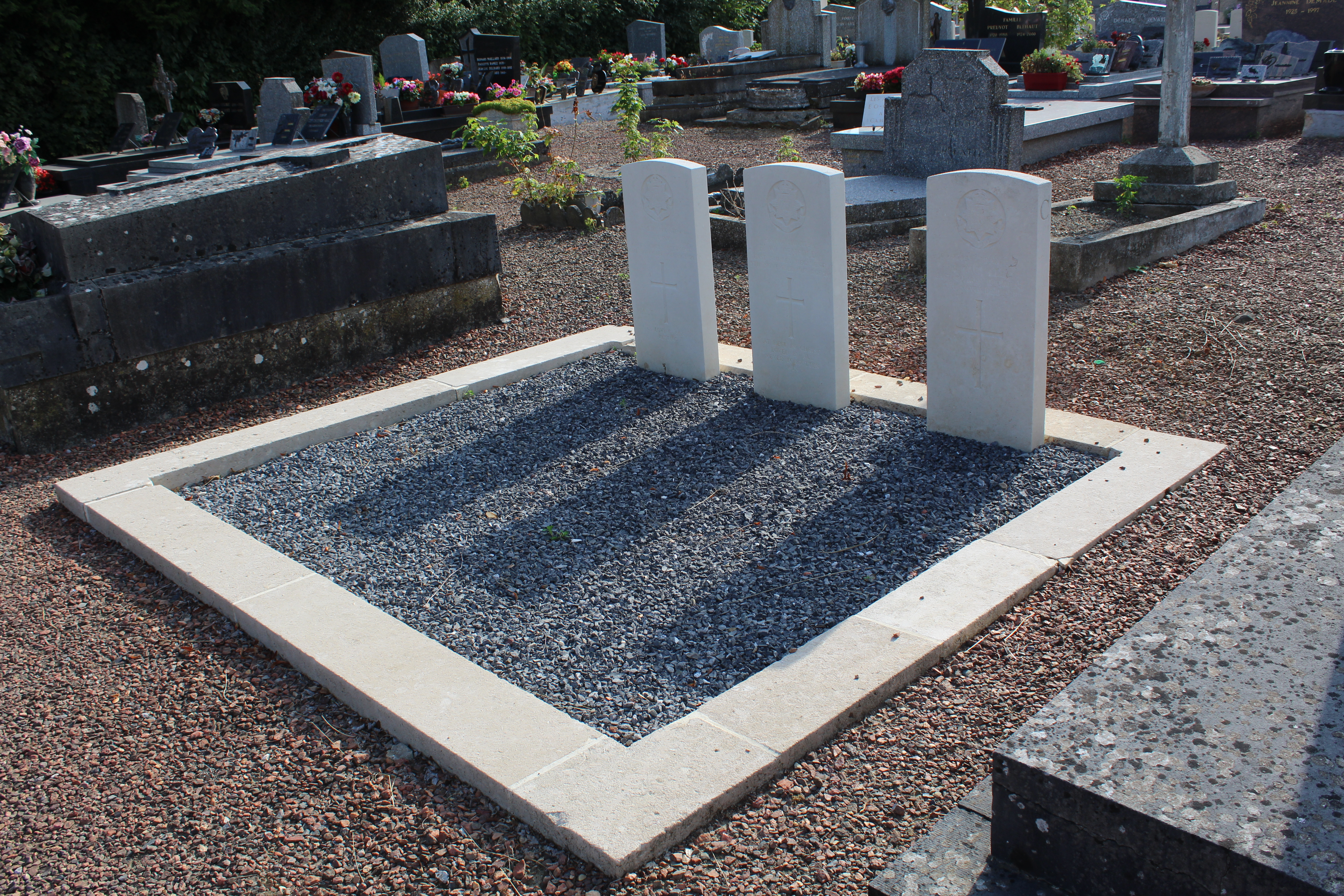

| Pays        | Sépultures |
| ----------- | ---------- |
| Royaume-Uni | 66         |